# Gorawino
Gorawino (niem. Gervin) – wieś w Polsce położona w województwie zachodniopomorskim, w powiecie kołobrzeskim, w gminie Rymań. Wieś jest siedzibą sołectwa Gorawino, w skład którego wchodzi również osada Rębice.
Według danych z 4 września 2013 r. Gorawino miało 671 mieszkańców.

## Położenie

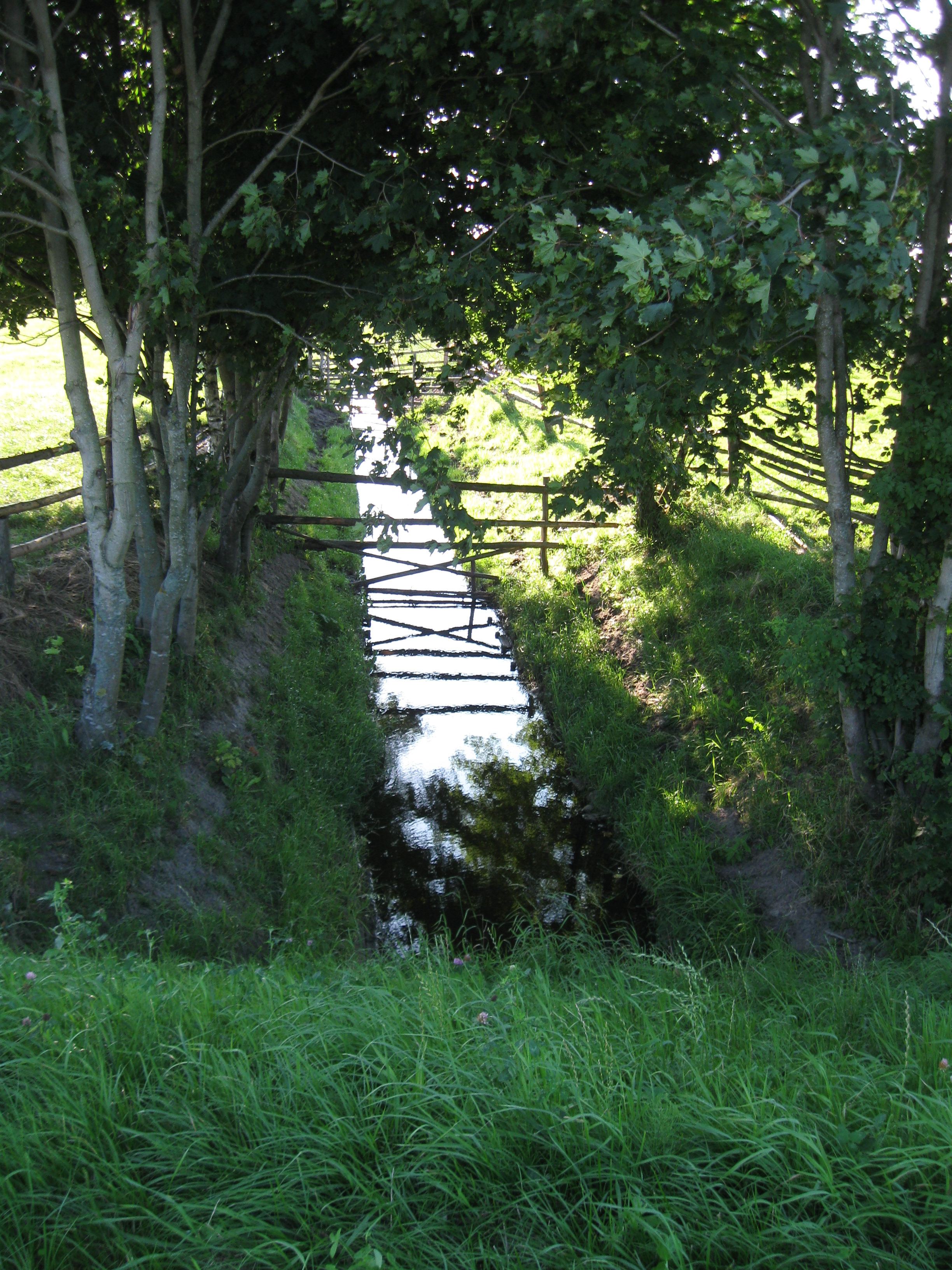
Wkra przepływająca w pobliżu Gorawina

Miejscowość leży na Równinie Gryfickiej ok. 23 km na południe od Kołobrzegu przy drodze powiatowej Rościęcino – Rzesznikowo. Około 0,5 km na południe od miejscowości przepływa dopływ Mołstowy Wkra.

## Historia

### Średniowiecze
Wieś posiada zachowany układ przestrzenny (ulicówka „rozwinięta” z owalnicy).
Początki sięgają VII wieku, gdy na południe od miejscowości, nad rzeką Wkrą, powstało obronne grodzisko wyżynne, istniejące prawdopodobnie do X wieku. Pierwsze wzmianki o Jorewinie pochodzą z 1224 r., gdy księżna pomorska Anastazja, powołując do życia klasztor norbertanek w Białobokach koło Trzebiatowa przekazała im we władanie m.in. dzisiejsze Gorawino. W 1276 r. miejscowość znalazła się w rękach kapituły kołobrzeskiej. W 1291 r. są odnotowane pierwsze wzmianki o istnieniu parafii.

### XVI – XIX wiek

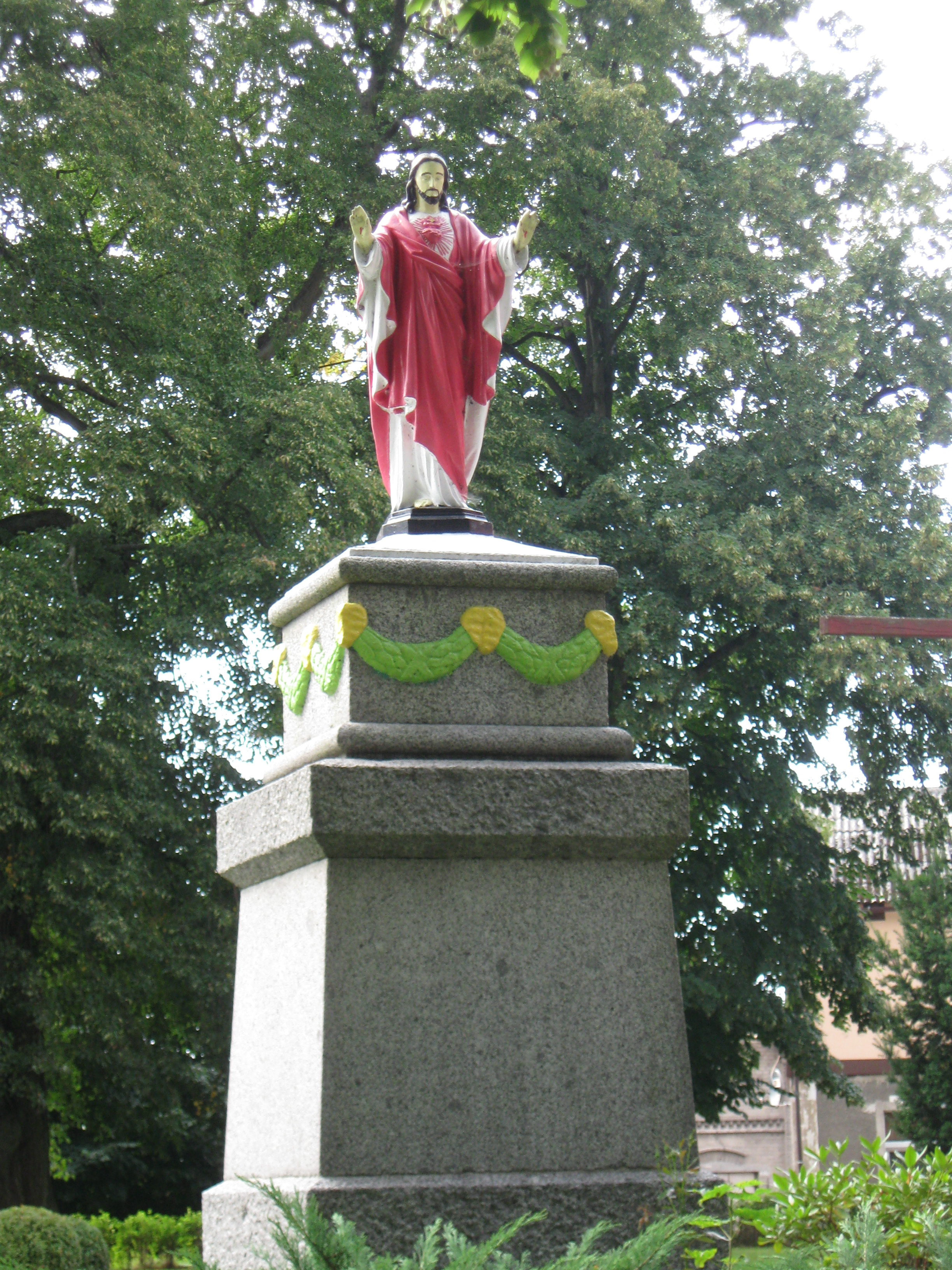
Statua Jezusa Chrystusa stojąca na cokole pomnika niemieckich mieszkańców Gorawina poległych w czasie I wojny światowej

Po sekularyzacji dóbr kościelnych wieś trafiła w ręce prywatne. Po przyjęciu przez Pomorze luteranizmu parafia w Gorawinie funkcjonowała dalej (aż do 1945 r.) jako parafia ewangelicka, obejmująca również Białokury i Świecie Kołobrzeskie. W dokumencie z 1565 r. jako właściciel wsi i majątku figuruje Peter Schley. W XVII w. wieś stanowiła majątek rycerski rodu von Manteuffel (m.in. Wilkiego von Manteuffla, który posiadał w 1628 r. 15 włók ziemi i finansował odbudowę spalonego kościoła). Po pokoju westfalskim i podziale księstwa pomorskiego wieś znalazła się w granicach Brandenburgii, później Prus i Niemiec, gdzie nosiła nazwę Gervin. W połowie XVII w. majątek został podzielony na dwie, a w 1861 r. na trzy części. Właścicielem majątku „A” w 1737 r. został Kazimierz von Schmeling, potem ponownie Manteufflowie. Od 1804 r. Gorawino „A” kilkukrotnie zmieniało właścicieli. Podobnie często zmieniał właścicieli majątek „B”, którymi były m.in. rody von Lettow (pierwszym właścicielem z tej rodziny został w 1725 r. landrat Conrad von Lettow), von Wacholtz i von Steinkeller. W 1818 r. wieś znalazła się w składzie Powiatu Księstwo. Od 1872 r. miejscowość znalazła się w składzie nowo utworzonego powiatu kołobrzeskiego-karlińskiego.

### Współczesność
W latach 1890–1891 dokonano częściowej parcelacji dóbr majątku Gorawino. Po 1895 r. Gorawino połączono w jedną całość, a sama wieś stała się siedzibą okręgu (Amt) obejmującego także Jarkowo, Świecie Kołobrzeskie i Białokury. W latach 1880–1911 Gorawino uzyskało drogowe połączenia z Kołobrzegiem, trasą Gdańsk – Szczecin, Drozdowem i Jarkowem. W 1913 r. wieś przyłączono do zasilania elektrycznego, w latach 30. XX w. zbudowano nowy budynek szkolny.
W marcu 1945 r. Gorawino zdobyły wojska radzieckiego 1 Frontu Białoruskiego, w wyniku czego wieś znalazła się w granicach Polski.
W latach 1954–1961 wieś należała i była siedzibą władz gromady Górawino, po jej zniesieniu w gromadzie Siemyśl. W latach 1950–1998 miejscowość administracyjnie należała do województwa koszalińskiego.

## Demografia
| Rok  | Liczba ludności |
| ---- | --------------- |
| 1700 | 69              |
| 1780 | 168             |
| 1867 | 372             |
| 1871 | 366             |
| 1910 | 564             |
| 1925 | 544             |
| 1933 | 543             |
| 1939 | 560             |
| 2011 | 668             |
| 2013 | 671             |

## Zabytki

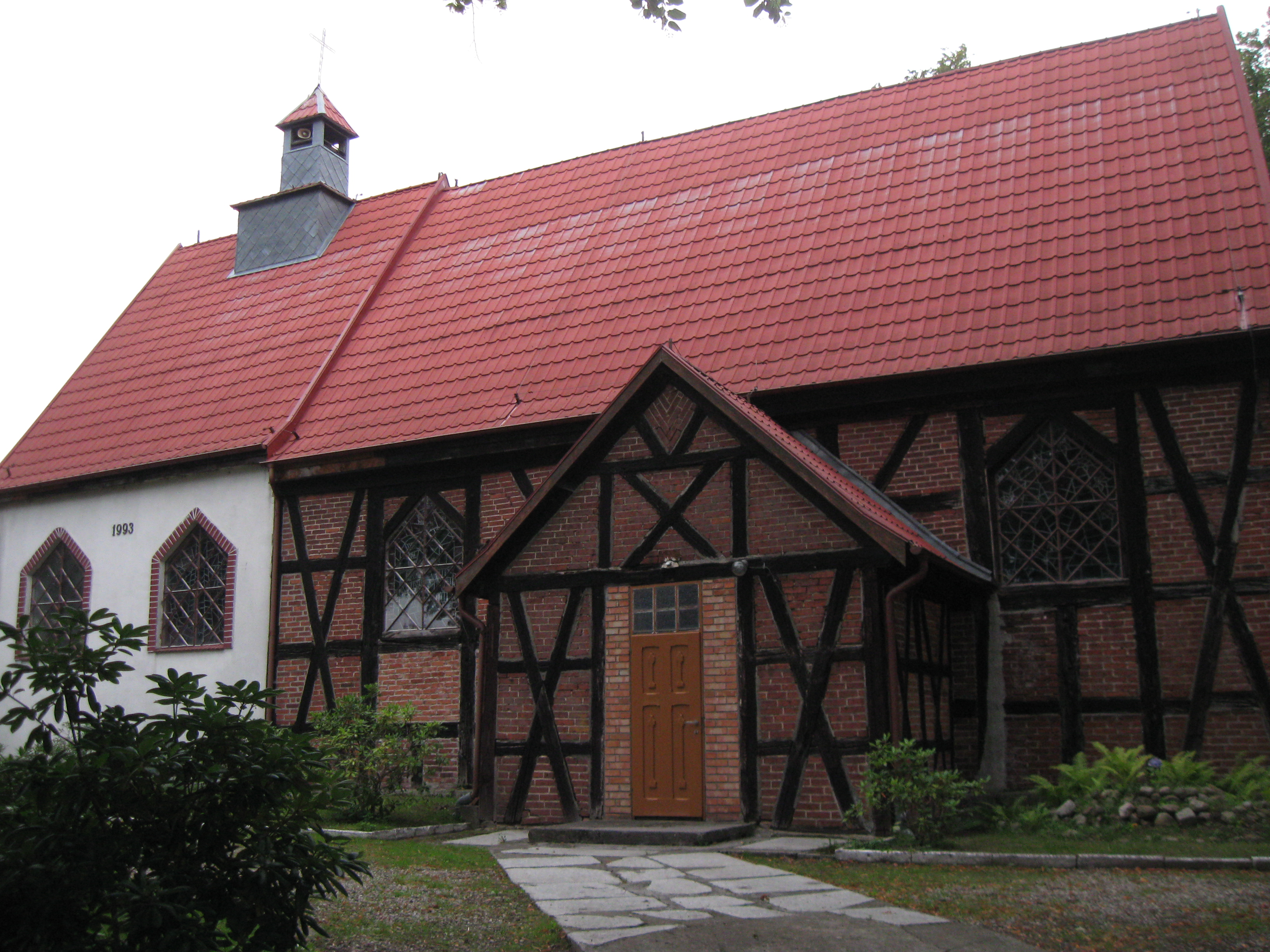
Kościół parafialny pw. Matki Boskiej Królowej Polski w Gorawinie

- Kościół parafialny pw. MB Królowej Polski, ryglowy, zbudowany w latach 20. XVII w.[7][18][19][7], odbudowany po pożarze z 1991 r.[20] i poświęcony w 1993 r.[19] W środku zachowany z pożaru barokowy ołtarz ambonowy z 1691 r. autorstwa Jakuba Henke[6].
- Zespół dworsko-pałacowy z przełomu XIX i XX wieku, będący do 1990 r. siedzibą PGR[4].

## Oświata

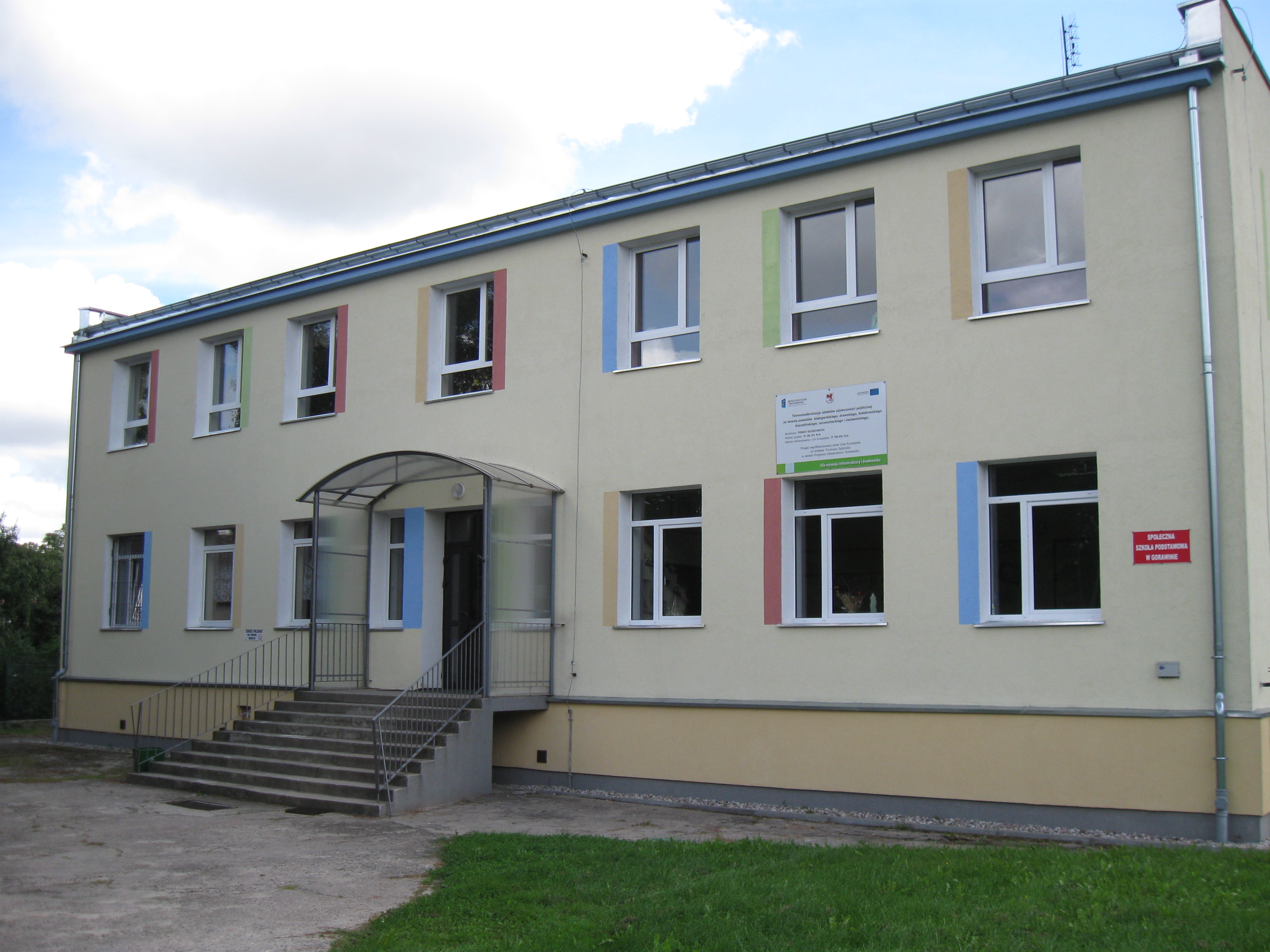
Społeczna Szkoła Podstawowa w Gorawinie

Dzieci z Gorawina mają możliwość uczęszczania do:
- Zespołu Szkół Publicznych w Rymaniu (do oddziału filialnego w Drozdowie[21][22], a następnie do Szkoły Podstawowej i Gimnazjum w Rymaniu)
- Społecznej Szkoły Podstawowej (klasy 0–3), powstałej w 2000 r.[23] na bazie zlikwidowanej Szkoły Podstawowej (działającej od 1946 r.[24]), a prowadzonej przez Stowarzyszenie na Rzecz Ekorozwoju Wsi Gorawino[23].
- Zespołu Szkół im. Noblistów Polskich w Siemyślu.

## Sport

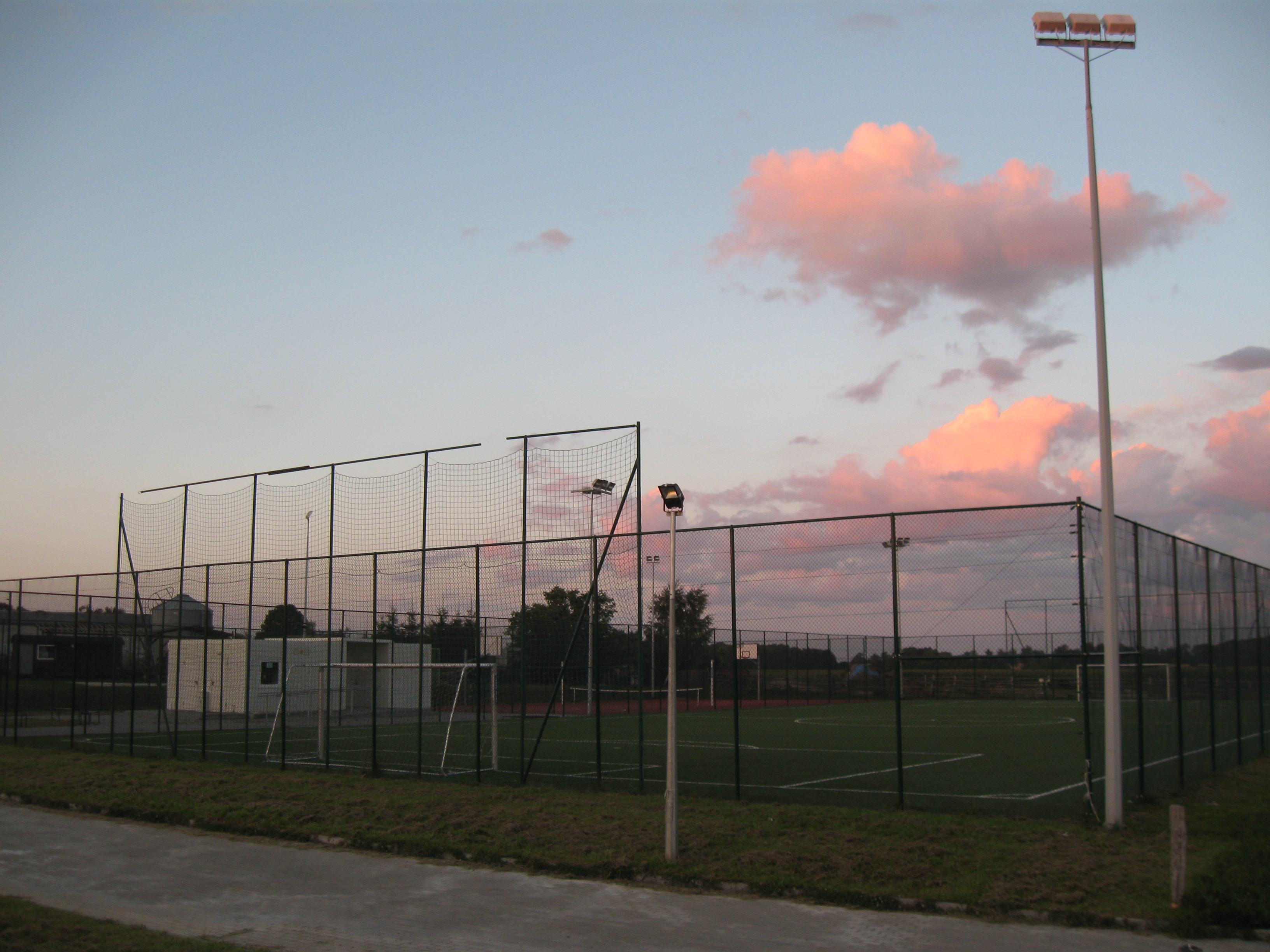
Kompleks sportowy „Orlik 2012” w Gorawinie

W Gorawinie funkcjonuje klub piłkarski LUKS Grot Gorawino, reaktywowany w 2007 r. W przeszłości walczył m.in. w latach 1991–1994 w grupie pierwszej koszalińskiej A-klasy. W 2008 r. od razu awansował z pierwszego miejsca z B-klasy. Przez kolejne lata Grot Gorawino zajmował kolejno 8, 4, 9, 6, 7 i 3 miejsce w 2 grupie koszalińskiej A-klasy. Treningi zespołu odbywają się na Orliku w Gorawinie, natomiast mecze klub rozgrywa na stadionie w Rymaniu.

## Wspólnoty religijne
Gorawino jest siedzibą parafii rzymskokatolickiej pw. Matki Bożej Królowej Polski, wchodzącej w skład dekanatu Gościno.

## Bezpieczeństwo
W Gorawinie funkcjonuje Ochotnicza Straż Pożarna.

## Opieka zdrowotna
W miejscowości znajduje się gabinet lekarski.

## Transport
Przewoźnicy obsługują regularne połączenia do Kołobrzegu, Rymania, Szczecina i Gościna. Na terenie wsi znajdują się 3 przystanki autobusowe – Gorawino, Gorawino osiedle i Gorawino skrzyżowanie.